# Mathieu Jaton
Mathieu Jaton (* 12. Juni 1975 in Vevey, Kanton Waadt) ist ein Schweizer Kulturmanager und seit 2013 Direktor des Montreux Jazz Festival.

## Leben
Mathieu Jaton wuchs in Vevey einer musikinteressierten Familie auf, die intensiven Kontakt in die klassische Musikszene pflegte. Sein Vater war ein begeisterter Amateurpianist, seine Schwester nahm viele Jahre Klavierunterricht am Konservatorium. Seitdem Mathieu Jaton sechs Jahre alt war, erhielt er klassischen Gitarrenunterricht, den er später als „Albtraum“ bezeichnete. Als Teenager versuchte er sich daran, David Gilmour zu kopieren. Gemeinsam mit Freunden gründete er eine Band, in der er Sänger und Gitarrist war und die sich an Musikern und Gruppen orientierte, die vom Jazz in den Fusion Rock wechselten. In dieser Zeit hatte er als 16-Jähriger seinen ersten Kontakt mit Claude Nobs, dem Gründer des Montreux Jazz Festival. Auf dessen Wunsch machte er Jobs im Umfeld des Festivals, u. a. organisierte er sechs Jahre lang die Empfänge für die Künstler im Chalet Le Picotin in Caux.
Ab 1993 absolvierte Mathieu Jaton eine Ausbildung an der Ecole Hôtelière de Lausanne, die er 1999 abschloss. Im Anschluss daran wurde er vom Montreux Jazz Festival als Leiter der Abteilung Marketing und Sponsoring angestellt. Nobs verstand sich als Mentor für Jaton. 2001 wurde er auf Empfehlung von Claude Nobs, der bewusst seine Nachfolge als Festivalleiter regeln wollte, vom Stiftungsrat des Festivals zum Generalsekretär berufen. Während der folgenden zwölf Jahre bis zu Claude Nobs Tod im Jahr 2013 wurde Jaton auf die Position des Festivalleiters vorbereitet. Während dieser Zeit war Jaton insbesondere in die Organisation des Festivals involviert. Er entwickelte das Konzept der Montreux Jazz Cafés an verschiedenen Orten der Welt; das erste seiner Art eröffnete im Flughafen Genf.
Im Laufe der vergangenen Jahre setzte Mathieu Jaton als Festivaldirektor eigene Akzente und entwickelte Festivalformate, wie das Lab und das House of Jazz. Starke Konkurrenz wie Fussball-Veranstaltungen und andere Kulturfestivalevents sowie zunehmend fehlende Grössen des Jazz brachten ihn dazu, mit Kreativität gegenzuhalten. „Wir müssen neue Legenden schaffen“.
Mathieu Jaton hat eine Tochter, gemeinsam mit seiner Lebensgefährtin und deren Sohn leben sie in Lausanne.